# رايموند بنجامين
رايموند بنجامين (بالإنجليزية: Raymond Benjamin)‏ هو محامي أمريكي، ولد في 14 ديسمبر 1872، وتوفي في 18 يونيو 1952.